# Ujung Karang (Serba Jadi)
Ujung Karang is een bestuurslaag in het regentschap Aceh Timur van de provincie Atjeh, Indonesië. Ujung Karang telt 150 inwoners (volkstelling 2010).